# Agalmatofilia

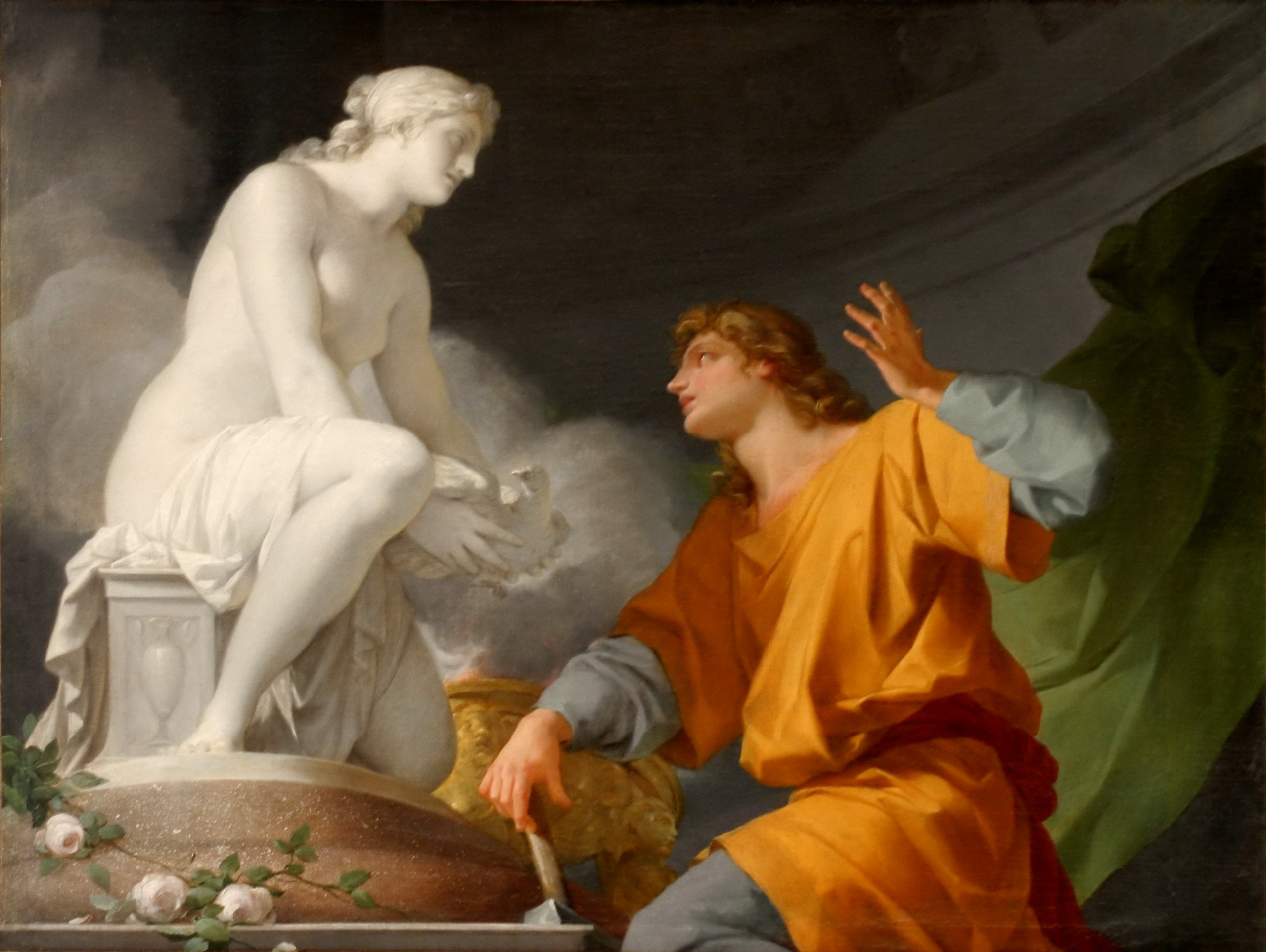
Pigmalione di Jean-Baptiste Regnault, 1786, Musée national du château et des Trianons

Agalmatofilia (dal greco antico agalma ἄγαλμα 'statua', e -philia φιλία = amore) è una parafilia che comporta l'attrazione sessuale nei confronti di oggetti inanimati antropomorfi quali statue, bambole, manichini e simili.